# James Shigeta
James Saburo Shigeta (n. 17 iunie 1929, Territory of Hawaii⁠(d), SUA – d. 28 iulie 2014, Los Angeles, California, SUA) a fost un actor american și cântăreț de origine japoneză. El a fost cunoscut pentru rolurile sale din The Crimson Kimono (1959), Walk Like a Dragon (1960), Flower Drum Song (1961), Bridge to the Sun (1961), Greu de ucis (1988) și Mulan (1998). În 1960 a câștigat Premiul Globul de Aur pentru cel mai bun actor debutant, alături de alți trei actori. 
Ziarul Goldsea Asia-American Daily îl enumera ca fiind unul dintre „cei mai inspiratori actori asiatici americani din toate timpurile”.

## Tinerețe
Născut în Hawaii în 1929 ca un Sansei, din o a treia generație de japonezi-americani. Shigeta a absolvit în 1947 Liceul Theodore Roosevelt, și a studiat actoria la Universitatea din New York.  

## Deces
Shigeta a murit în somn la 28 iulie 2014, la vârsta de 85 de ani, în Beverly Hills.

## Legături externe
- James Shigeta la Internet Movie Database